# Nolletia gariepina
Nolletia gariepina là một loài thực vật có hoa trong họ Cúc. Loài này được (DC.) Mattf. mô tả khoa học đầu tiên năm 1921.